# Didim Slijepi
Didim Slijepi (oko 313. – oko 398.) bio je koptski teolog iz Aleksandrije.
Pod njegovim vodstvom je Aleksandrijska katehetska škola dosegnula svoj vrhunac. Oko pete godine života doista izgubio vid. Ipak, sveti Jeronim ga ne naziva „slijepim” nego „onim koji vidi”.
Napisao je djelo „Duh Sveti”, koje je izgubljeno u izvornom grčkom izdanju. U njoj je suprotno pneutomasima tvrdio kako Duh Sveti nije stvoreno biće. Djelo je na latinski preveo sveti Jeronim.

### Članci
- Mandac, Marijan. 1998. Duh Sveti u carigradskom vjerovanju. Služba Božja. Sveučilište u Splitu - Katolički bogoslovni fakultet. Split. 38 (1): 3–32
- Mandac, Marijan. 2008. Naziv Bogorodica za Djevicu Mariju u otačko doba. Služba Božja. Sveučilište u Splitu - Katolički bogoslovni fakultet. Split. 48 (4): 347–379